# マイク・ソロムコ
マイケル・ソロムコ（Michael "Mike" Solomko , 1936年7月24日 - ）は、アメリカ合衆国ペンシルベニア州出身の元プロ野球選手（外野手）。

## 経歴
1954年にピッツバーグ・パイレーツと契約。メジャーに昇格することはなく、1958年に在日米軍キャンプ座間の兵士として来日する。
米軍チーム時代のプレーを、横浜高校野球部部長などを歴任した小倉清一郎氏が少年時代に目撃している。
1960年春に大阪タイガースの入団テストを受け合格し、4月7日に入団が発表された。同球団初の白人系選手となる。入団1年目から4試合連続本塁打、17本塁打（チーム2位）を放つなど中距離打者として活躍し、オールスターゲームにも出場した。その後も主に5番・6番を打ち、1962年にはリーグ優勝を経験した。
1964年1月11日、若生智男とのトレードで東京オリオンズ（現：千葉ロッテマリーンズ）に移籍。NPBの外国人選手として初めて交換トレードを経験した。移籍後も5番を打った。1965年に現役引退。
引退後も日本にとどまり、輸入調理器具の訪問販売を行うイージーウェアズを設立した（1980年代半ばに放映されたウェストベンド社ラスタークラフトのCMには自ら出演）。1980年代には阪神対巨人のOB戦にも出場。

## 人物
妻は日本人で英語も話せる。

## 詳細情報

### 年度別打撃成績
| 年 度     | 球 団     | 試 合 | 打 席 | 打 数 | 得 点 | 安 打 | 二 塁 打 | 三 塁 打 | 本 塁 打 | 塁 打 | 打 点 | 盗 塁 | 盗 塁 死 | 犠 打 | 犠 飛 | 四 球 | 敬 遠 | 死 球 | 三 振 | 併 殺 打 | 打 率 | 出 塁 率 | 長 打 率 | O P S |
| --------- | --------- | ----- | ----- | ----- | ----- | ----- | -------- | -------- | -------- | ----- | ----- | ----- | -------- | ----- | ----- | ----- | ----- | ----- | ----- | -------- | ----- | -------- | -------- | ----- |
| 1960      | 大阪 阪神 | 99    | 321   | 290   | 38    | 70    | 15       | 2        | 17       | 140   | 38    | 8     | 10       | 9     | 0     | 21    | 0     | 1     | 81    | 5        | .241  | .294     | .483     | .777  |
| 1961      | 大阪 阪神 | 119   | 475   | 422   | 53    | 114   | 20       | 3        | 21       | 203   | 70    | 12    | 11       | 7     | 4     | 38    | 5     | 4     | 93    | 8        | .270  | .333     | .481     | .814  |
| 1962      | 大阪 阪神 | 122   | 435   | 387   | 43    | 86    | 14       | 2        | 14       | 146   | 42    | 8     | 3        | 3     | 2     | 38    | 0     | 5     | 121   | 11       | .222  | .299     | .377     | .676  |
| 1963      | 大阪 阪神 | 113   | 428   | 376   | 57    | 99    | 19       | 3        | 22       | 190   | 62    | 9     | 5        | 3     | 1     | 42    | 4     | 6     | 69    | 8        | .263  | .346     | .505     | .851  |
| 1964      | 東京      | 119   | 454   | 396   | 47    | 100   | 14       | 2        | 15       | 163   | 44    | 11    | 11       | 7     | 2     | 45    | 1     | 4     | 82    | 14       | .253  | .333     | .412     | .745  |
| 1965      | 東京      | 50    | 184   | 165   | 19    | 40    | 8        | 1        | 6        | 68    | 18    | 5     | 3        | 4     | 0     | 14    | 0     | 1     | 34    | 3        | .242  | .306     | .412     | .718  |
| 通算：6年 | 通算：6年 | 622   | 2297  | 2036  | 257   | 509   | 90       | 13       | 95       | 910   | 274   | 53    | 43       | 33    | 9     | 198   | 10    | 21    | 480   | 49       | .250  | .322     | .447     | .769  |

- 各年度の太字はリーグ最高
- 大阪（大阪タイガース）は、1961年に阪神（阪神タイガース）に球団名を変更

### 記録
初記録
- 初出場・初先発出場：1960年4月16日、対読売ジャイアンツ1回戦（阪神甲子園球場）、7番・左翼手で先発出場
- 初安打：1960年4月17日、対読売ジャイアンツ2回戦（阪神甲子園球場）、1回裏に中村稔から右中間フェンス直撃二塁打
- 初打点：1960年4月19日、対中日ドラゴンズ4回戦（阪神甲子園球場）、3回裏に児玉泰から適時二塁打
- 初本塁打：1960年4月23日、対国鉄スワローズ1回戦（阪神甲子園球場）、4回裏に森滝義巳から右越ソロ

その他の記録
- オールスターゲーム出場：1回 （1960年）

### 背番号
- 56 （1960年 - 1964年）
- 9 （1965年）